# Albino Crespi
Albino Crespi, né le 3 janvier 1930 à Busto Arsizio et mort le 29 octobre 1994 à Monza, est un coureur cycliste italien.

## Palmarès
- 1952
  - Coppa Mostra del Tessile
- 1953
  - 3e étape du Tour d'Italie
- 1955
  - Coppa Città di Busto Arsizio

## Résultats sur les grands tours

### Tour d'Italie
2 participations
- 1953 : abandon, vainqueur de la 3e étape
- 1954 : abandon